# Angoustrine-Villeneuve-des-Escaldes
Angoustrine-Villeneuve-des-Escaldes (catalansk: Angostrina i Vilanova de les Escaldes) er en kommune og kommune i departementet Pyrénées-Orientales i Sydfrankrig. Kommunen har navn efter de to landsbyer Angoustrine og Villeneuve-des-Escaldes.

## Geografi
Angoustrine-Villeneuve-des-Escaldes ligger i Cerdagne 100 km vest for Perpignan. Nærmeste byer er mod sydvest Ur (4 km), mod vest Dorres (3 km) og mod nordøst Targassonne (6 km). Mod syd grænser kommunen op til den spanske enklave Llívia.
Det højeste punkt i Pyrénées-Orientales, Pic Carlit (2.921 m), ligger i den nordlige del af kommunen. Her løber også floden Têt, som kort efter sit udspring er opdæmmet og danner søen Lac des Bouillouses.

## Historie
Angoustrine nævnes første gang i 839 som parrochia Angustrina.
Villeneuve-des-Escaldes nævnes først gang i 925 som Villanova.
I 1973 blev de to kommuner Angoustrine og Villeneuve-des-Escaldes slået sammen.

## Borgmestre
| Navn             | Periode     |
| ---------------- | ----------- |
| Louis Clerc      | 1973 - 1989 |
| Jacques de Maury | 1989 - 1995 |
| Hélène Josende   | 1995 -      |

## Demografi

### Udvikling i folketal
| 1962                                                              | 1968 | 1975 | 1982 | 1990 | 1999 | 2007 | 2013 | 2017 |
| ----------------------------------------------------------------- | ---- | ---- | ---- | ---- | ---- | ---- | ---- | ---- |
| 494                                                               | 505  | 573  | 556  | 600  | 549  | 637  | 714  | 608  |
| Tal fra og med 1962 er uden dobbelttælling (sans doubles comptes) |      |      |      |      |      |      |      |      |